# Liste von Persönlichkeiten der Stadt Hameln
Die nachfolgende Liste von Persönlichkeiten der  Stadt Hameln nennt Personen, die in ihr geboren oder in anderer Weise mit ihr verbunden sind:

## Söhne und Töchter der Stadt
Die folgenden Personen sind in Hameln geboren. Ob sie ihren späteren Wirkungskreis in Hameln hatten oder nicht, ist dabei unerheblich.

### Bis 1800
- Vizelin (1090–1154), Slawenapostel, Bischof von Oldenburg
- Jobst von Walthausen (1508–1592), Jurist, Stadtsyndikus, Geheimer Rat, Kanzler und Reformator
- Cord Amelung (gest. 1534), Bürgermeister Hamelns
- Johannes Reimerdes (gest. 26. Februar 1576), dreimaliger Bürgermeister Hamelns, Epitaph in der Kirche St. Bonifatius
- Gerhard Reiche (1581–1652), 1617 Kämmerer, seit 1621 Bürgermeister Hamelns während des Dreißigjährigen Krieges. Mitglieder der Patrizierfamilie Reiche sind vom 13. (Albertus de Rike 1237) bis ins 17. Jahrhundert (Gerhards Sohn Johann Gerhard 1674) als Bürgermeister Hamelns fassbar.
- Tobias von Dempter (1583–1657), Bürgermeister Hamelns
- Hilmer Zindel (vor 1628–1671), Hof-Goldschmied verschiedener Fürstenhäuser
- Wilder Peter von Hameln (um 1711–1785)
- Friedrich Wilhelm von Reden (1752–1815), schlesischer Berghauptmann und preußischer Oberberghauptmann und Minister
- Karl Ludwig von Le Coq (1754–1829), preußischer General, übergab 1806 die Festung den Franzosen
- Karl Philipp Moritz (1756–1793), Schriftsteller
- Anton Heinrich Dammert (1765–1829), Wasserbauingenieur
- Johann Christian Winckelmann (1766–1845), Lithograph, Verlagsgründer und -buchhändler
- Salomo Michaelis (1769–1844), Romanist, früher Germanist und Journalist
- Anton Friedrich Justus Thibaut (1772–1840), Jurist
- Georg Ernst Adolf von Hake (1786–1865), Gutsbesitzer und Verwaltungsjurist
- Wilhelm Freiherr von Hodenberg (1786–1861), Politiker
- Adolph Michaelis (1797–1863), Rechtswissenschaftler
- August von Brandis (1798–1878), Offizier und königlich hannoverscher Generalpostdirektor

### 1800 bis 1900
- Adolf Buchholz (1803–1877), Baubeamter, Wasserbauingenieur
- Heinrich Bürger (1804/1806–1858), Wissenschaftler
- Karl Wermuth (1804–1867), Polizeidirektor in Hannover
- Friedrich Noelle (1808–1873), Schulleiter in Osnabrück
- Friedrich Buchholz (1835–1911), preußischer Generalmajor
- Erich von Reden (1840–1917), Jurist, Rittergutsbesitzer, Mitglied des Reichstags
- Julius von Oeynhausen (1843–1886), publizierender Heraldiker, Genealoge und Kämmerer
- Julius Wellhausen (1844–1918), Theologe, Mitbegründer der Neueren Urkundenhypothese
- Reinhold Thiele (1856–1921), Fotograf und Fotojournalist
- Carl Becker (1862–1926), Maler
- Heinrich Junge (1869–1945), Gärtner
- Werner Wedemeyer (1870–1934), Rechtswissenschaftler
- Carl Brackmann (1872–1931), Journalist
- Reinhard P. W. Smidt (1874–1954), evangelisch-reformierter Pastor in Hameln
- Rosa Helfers (1885–1965), SPD-Politikerin
- Elsa Sophia von Kamphoevener (1878–1963), Schriftstellerin und Märchenerzählerin
- Heinrich Blume (1887–1964), Lehrer und völkisch-nationalsozialistischer Politiker (Mitglied des Reichstags)
- Ernst Winter (1888–1954), SPD-Politiker, MdB
- Rudolf Riege (1892–1959), Grafiker und Maler
- Friedrich Tegtmeyer (1893–nach 1954), Beamter und ernannter Bürgermeister der Stadt Wunstorf
- Georg Rieke (1894–1970), Luftwaffengeneral im Zweiten Weltkrieg
- Wilhelm Meier (1895–nach 1979), Maschinenbauingenieur und Hochschullehrer
- Fritz Mensing (1895–1978), CDU-Politiker, MdB
- Wilhelm Meyer (1896–1982), Zahnmediziner und Hochschullehrer
- Karl von Gregory (1899–1955), Journalist und Diplomat
- Georg Wilke (1899–1973), Oberstadtdirektor von Hameln und Lokalpolitiker

### 1900 bis 1996
- Heinrich Janssen (1900–1979), Unternehmer und Politiker
- Wolfgang Lentz (1900–1986), Iranist und Hochschullehrer
- Irmgard Lotz (1903–1974), Mathematikerin, Aerodynamikerin und Regelungstechnikerin
- Karl E. Smidt (1903–1984), Konteradmiral, NATO-Befehlshaber
- Rudolf Jänisch (1903–?), SS-Obersturmführer
- Wilhelm Dreimann (1904–1946), hingerichteter Rapportführer im KZ Neuengamme
- Ludwig Denecke (1905–1996), Germanist und Bibliothekar
- Rudolf Jänisch (1906–unbekannt), SS-Obersturmführer
- Werner Kühl (1906–1944), Maler und Zeichner
- Hermann Klare (1909–2003), Chemiker
- Otto S. Grewe (1917–1965), deutsch-österreichischer surrealistischer Maler
- Dietrich Hahlbrock (1923–2012), Unternehmer Vieh- und Fleischwirtschaft
- Hans Geidel (1926–2020), Informatiker
- Ernst-Joachim Mestmäcker (1926–2024), Rechtswissenschaftler
- Ernst-Georg Niemann (1928–2012), Biophysiker
- Karl Kaula (1928–2001), Gewerkschafter
- Elsa Buchwitz (1929–1997), Kommunalpolitikerin (CDU) und Denkmalaktivistin in Hameln
- Arno Schmidt (* 1934), Altphilologe
- Klaus Nolting (1940–2017), niedersächsischer Politiker
- Hans Achenbach (* 1941), Rechtswissenschaftler, Hochschullehrer
- Rüdiger Blume (* 1941), Chemiker und Hochschullehrer
- Hans Schumacher (* 1941), Badmintonspieler
- Wolfgang Schamoni (* 1941), Japanologe
- Hans-Joachim Lühr (* 1942), Brigadegeneral der Bundeswehr
- Jürgen Zeddies (* 1942), Agrarökonom
- Jochen Link (* 1943), Politikwissenschaftler und Schriftsteller
- Lutz Mackensy (* 1944), Schauspieler
- Claus D. Claussen (* 1945), Radiologe und Nuklearmediziner
- Holger Meyer-Ricks (* 1945), CDU-Politiker, Abgeordneter im Landtag von Niedersachsen
- Viktor Toyka (* 1946), Marineoffizier, U-Boot-Kommandant
- Gerd B. Achenbach (* 1947), Philosoph, Begründer der Philosophischen Praxis
- Gisela Konrath (* 1947), CDU-Politikerin, Abgeordnete zum Niedersächsischen Landtag
- Joachim Gres (* 1947), CDU-Politiker, Bundestagsabgeordneter
- Jochen Sanio (* 1947), Präsident des Bundesaufsichtsamts für das Kreditwesen und der Bundesanstalt für Finanzdienstleistungsaufsicht
- Claus Jacobi (1948–2024), Mediziner, Psychotherapeut und Jazzmusiker
- Angela Kane (* 1948), Beigeordnete Generalsekretärin der Vereinten Nationen
- Christoph Türcke (* 1948), Philosoph und Hochschullehrer
- Ulrich Getsch (* 1949), Oberbürgermeister von Cuxhaven
- Ulrich Hunger (* 1952), Germanist und Archivar
- Christian Niemeyer (* 1952), Sozialpädagoge und Hochschullehrer
- Helmut Krohne (* 1953), Schriftsteller
- Jochen Langer (* 1953), Schriftsteller
- Dieter Schrenk (* 1953), Toxikologe und Hochschullehrer
- Werner Bruns (* 1954), Soziologe, Schriftsteller, Abteilungsleiter und politischer Direktor der Bundesregierung
- Evelin Lindner (* 1954), Ärztin, Psychologin und Autorin
- Annelen Ottermann (* 1954), Bibliothekarin und Buchwissenschaftlerin
- Peter Grisebach (* um 1954), Regisseur und Theater-Intendant
- Hans-Joachim Dose (* 1956), Richter am Bundesgerichtshof
- Birgit Kehne (* 1957), Historikerin und Archivarin
- Susanne Kronenberg (* 1958), Schriftstellerin
- Joachim Klemm (* 1959), Klarinettist und Musikpädagoge
- Dirk Adomat (* 1960), SPD-Politiker, Landtagsabgeordneter, Landrat des Landkreises Hameln-Pyrmont
- Felicitas Hoppe (* 1960), Schriftstellerin
- Jürgen Arndt (* 1962), Musikwissenschaftler
- Andreas Rimkus (* 1962), Metallgestalter und Bildhauer („Schmiedekünstler“)
- Jens Rosteck (* 1962), Schriftsteller und Musikwissenschaftler
- Stephan Karkowsky (* 1963), Journalist, Radiomoderator
- Sebastian Krüger (* 1963), Maler
- Markus Pieper (* 1963), CDU-Politiker, MdEP
- Jens-Peter Schneider (* 1963), Jurist und Hochschullehrer
- Axel Voss (* 1963), CDU-Politiker, MdEP
- Hans Runge („Sahnie“; * 1964), Musiker
- Rolf Zielke (* 1964), Jazzmusiker
- Johannes Block (* 1965), evangelischer Theologe
- Stefanie Reese (* 1965), Bauingenieurin und Hochschullehrerin
- Achim Schwekendiek (* 1965), Koch, mit einem Stern im Guide Michelin ausgezeichnet
- Max Richter (* 1966), Komponist
- Dorothea Echte (* 1967), Nachrichtensprecherin und Fernsehmoderatorin
- Susan Stahnke (* 1967), Schauspielerin, Fernsehmoderatorin und Tagesschausprecherin
- Bettina Meyer (* 1968), Zeichnerin und Bildhauerin
- Patrick Neelmeier (* 1968), Journalist, Radiomoderator
- Michael Vietz (* 1968), CDU-Politiker, MdB
- Kerstin Jürgens (* 1970), Soziologin
- Jens Todt (* 1970), Fußballspieler
- Stefan Wehmeier (* 1970), internationaler Schachmeister
- Sibylle Wolf (* 1970), Violinistin
- Ulf-Daniel Ehlers (* 1971), Bildungsforscher und Hochschullehrer
- Fiona Coors (* 1972), Film- und Fernsehschauspielerin
- Andreas Schofer (* 1972), Leichtathlet
- Silke Wittkopp (* 1972), Juristin, Richterin am Bundesverwaltungsgericht
- Jörn Arnecke (* 1973), Komponist und Hochschullehrer
- Claudio Griese (* 1973), Bürgermeister von Hameln
- Hedda Wardemann (* 1973), Immunologin und Hochschullehrerin
- Lars Däubler (* 1977), Jazzmusiker
- Marco Straubel (* 1981), Endurosportler
- Jendrik Meyer (* 1982), Handballtorwart
- Jana Catharina Schmidt (* 1983), Hörspiel-, Werbe- und Synchronsprecherin, Stimm- und Persönlichkeitstrainerin
- Jessica Rosenthal (* 1992), Politikerin (SPD)
- Norman Quindt (* 1996), Fußballtorhüter

## Weitere Persönlichkeiten mit Verbindung zur Stadt
- Ernst von Reden (um 1529–1589), Statthalter vom Fürstentum Lüneburg; ließ den Redenhof errichten, den er zeitweise als Wohnsitz nutzte.
- Christoph Joachim Bucholtz (1607–1679), Rechtswissenschaftler, Stadtsyndikus und ab 1667 Bürgermeister von Hameln
- Heinrich Lorenz Berckelmann (1614–1661), war von 1643 bis 1661 Pastor des Münsters St. Bonifatius
- Glikl bas Judah Leib (ca. 1647–1724), auch Glückel von Hameln genannt, deutsch-jüdische Kauffrau und Schriftstellerin, lebte zeitweise in Hameln
- Christoph Friedrich Fein († 1761), evangelischer Theologe; war von 1742 bis 1761 Pfarrer der Garnisonskirche
- Johann Friedrich Westrumb (1751–1819), ab 1779 Apotheker in Hameln
- Franz Georg Ferdinand Schläger (1781–1869), ab 1822 Pfarrer der Marktkirche
- Friedrich Wilhelm Adam Sertürner (1783–1841), Entdecker des Morphins; ab 1821 Apotheker in Hameln
- Hermann Gradnauer (1894–1972), Zahnarzt und Zionist
- Eberhard Pohlmann (1931–2022), Jurist, Syndikus und Politiker (CDU), von 1969 bis 1987 Mitglied des Bundestages, wohnte in Hameln
- Klaus Wiegandt (* 1939), ehemaliger Vorstandssprecher der Metro AG; aufgewachsen in Hameln
- Johannes-Peter Stasch (* 1954), aufgewachsen in Hameln, Pharmakologe, Chief Scientist Bayer AG, Hochschullehrer, Mitglied der Leopoldina
- Heinz-Günter Bongartz (* 1955), Weihbischof im Bistum Hildesheim; war von 1988 bis 1993 Pfarrer von St. Elisabeth in Hameln
- Jan-Martin Bröer (* 1982), Ruderer vom Ruderverein „Weser“ Hameln
- Dimitrij Ovtcharov (* 1988), Tischtennisspieler; aufgewachsen im Hamelner Ortsteil Tündern